# Пристанище Измир
Пристанището на Измир, известно също като пристанище Алсанчак, е морско пристанище в Измир, Турция. Намира се в залива на Измир.

## История
Измир е важно пристанище на Османската империя и първият кей е построен през 1869 г. Пристанището е изградено между 1955 и 1959 г. Първият му оператор са Турските държавни железници. През 1960 г. е придобито от Денизбанк (държавна банка, отговаряща за морския бизнес). На 1 януари 1989 г. е върнато обратно на Турските държавни железници.
През 2007 г. пристанището е приватизирано, но поради законови пречки приватизацията е спряна. През март 2017 г. Измирското пристанище става сестринско пристанище на пристанището на Маями. През 2018 г. пристанищната инфраструктура е включена във Фонда за богатство на Турция.

## Технически подробности
Общата земна площ на Измирското пристанище е 902 000 m2. Общата дължина на кея е 3386 m, като по тази дължина кеят обслужва 18 кораба. Средната дълбочина e 11 m.

## Бизнес
По данни за 2018 г. броят на морските кораби, които посещават пристанището, е 2047. Общият обем на търговия през същата година е 9 милиона тона.